# 去神話化
去神話化（德：Entmythologisierung，英：Demythologization）是指將聖經內的神話元素去除來解釋聖經內涵的一種方法。主要是由德國神學家魯道夫·布爾特曼所提倡。
去神話化不是指刪除神話、丟棄神話，而是通過解釋學的活動，將隱含在神話中的真正意義解釋出來。